# Rhizoecus elongatus
Rhizoecus elongatus är en insektsart som beskrevs av Green 1926. Rhizoecus elongatus ingår i släktet Rhizoecus och familjen ullsköldlöss. Inga underarter finns listade i Catalogue of Life.